# Boehmiella
Boehmiella ist eine Gattung der Fadenwürmer mit zwei Arten. Sie sind Parasiten bei Nutrias.

## Merkmale
Boehmiella hat die Merkmale der Trichostrongylinae. Eine Mundhöhle fehlt. Im Ösophagus sind fünf Zähne ausgebildet.

## Systematik
Zur Gattung gehören nach dem Interim Register of Marine and Nonmarine Genera folgende Arten:
- Boehmiella perichitinea Gebauer, 1932
- Boehmiella wilsoni Lucker, 1943

Synonyme der Gattung sind Bohmiella Gebauer, 1932 und Böhmiella Gebauer, 1932.